# 羟基丙酮酸
羟基丙酮酸（英語：Hydroxypyruvic acid）是结构式为HOCH2C(O)CO2H的有机化合物，常温下为白色固体。它在许多生化途径中出现，如乳酸的氧化产物，核酮糖-1,5-二磷酸羧化酶/加氧酶（RuBisCO）的降解产物，丝氨酸氧化脱氨的产物。